# Корнілово (Бабаєвський район)
Корнілово — присілок в Бабаєвському районі Вологодської області.
Входить до складу Борисовського сільського поселення (Борисівська сільрада).
Відстань по автодорозі до районного центру Бабаєво — 66 км, до центру муніципального утворення села Борисово-Судське по прямій — 4 км. Найближчі населені пункти — с. Карасово, с. Папіно, с. Судаково. Станом на 2002 рік проживало 2 чоловік.